# Kusatsu, Shiga
Kusatsu (草津市 (Thảo Tân thị) Kusatsu-shi) là một thành phố thuộc tỉnh Shiga, Nhật Bản.